# Sværtegade
Sværtegade er en gade mellem Pilestræde og Gammel Mønt i Indre By i København.
Indtil 1665 hed gaden Gjethusstræde efter Gjæthuset, et kanonstøberi der havde til huse i det tidligere Sankt Gertruds Kloster. Derefter var navnet Regnegade indtil 1773, hvor gaden fik sit nuværende navn. Oprindelse til navnet er uklar.
Der er fem fredede bygninger i gaden. Nr. 5 fra 1732 og nr. 7 fra 1729 blev bygget til kaptajn Ernst Brandt. Nr. 7 husede senere Det Norske Selskab, en litteraturklub for norske studenter i København der eksisterede fra 1772 til 1913, og som talte Johan Herman Wessel blandt sine medlemmer. En mindeplade for ham blev opsat på bygningen af det norske selskab i Oslo i 1992.
Nr. 3 blev bygget af Gotfrid Schuster i 1730 og udvidet med to etager i 1792. Nr. 9 er fra 1736 og blev udvidet med en ekstra etage i 1847. Nr. 11 er også fra 1730'erne og er formentlig det mindste hus i Københavns gamle bydel, Middelalderbyen.

## Eksterne links
- Wikimedia Commons har flere filer relateret til Sværtegade
- Sværtegade Arkiveret 18. oktober 2014 hos  Wayback Machine på indenforvolden.dk

55°40′52″N 12°34′50″Ø / 55.68108°N 12.58067°Ø